# Elatine brochonii
Espèce
Synonymes
- Elatine hexandra (Lapierre) DC. (Clavaud) P. Fourn.
- Elatine hydropiper L.

Classification APG III (2009)
Statut de conservation UICN

 NT  : Quasi menacé
L'Élatine de Brochon (Elatine brochonii) est une espèce de plantes à fleurs dicotylédone de la famille des Élatinacées.

## Présentation
Elle produit de grandes fleurs roses. Elle s'installe sur les berges exondées des lagunes acides.

## Statut de protection
Cette espèce est inscrite sur la liste des espèces végétales protégées sur l'ensemble du territoire français métropolitain en Annexe I.